# Масковый блестящий попугай
Масковый блестящий попугай (лат. Prosopeia personata) — вид птиц из семейства Psittaculidae.

## Внешний вид
Основной цвет оперения изумрудно-зелёный. На затылке и щеках оперение более бледное. На голове расположена чёрная маска, за которую этому виду и дали такое название. На груди — большое размытое жёлтое пятно. Перья на брюхе ярко-красного, по краям жёлтого цвета. Маховые перья на крыльях тёмные, с синим отливом. Длинные перья на хвосте тоже чёрные, с едва заметной синевой. Радужка глаз тёмно-карего цвета, почти чёрная. Окологлазное кольцо узкое, серое. Широкий короткий клюв серовато-чёрный, такого же цвета и ноги.

## Образ жизни
Распространены на острове Вити-Леву (Фиджи). Являются эндемиками этой местности. Живут в лесах. Питаются плодами и семенами растений. Гнездятся в дуплах, откладывают по 2—3 яйца.